# Riccardo Maraffa
Riccardo Umberto Maraffa o Marraffa (Bigliana, 20 dicembre 1890 – Dachau, 11 dicembre 1943) è stato un generale e poliziotto italiano del Regio Esercito, arma di artiglieria, nel quale raggiunse il grado di colonnello. Fu il fondatore e capo del corpo della Polizia dell'Africa Italiana dal 1936 al 1943. Insignito negli ordini della Corona d'Italia, Coloniale della Stella d'Italia e dell'Ordine dei Santi Maurizio e Lazzaro, raggiunse rispettivamente nei primi due il grado di Gran Cordone, Cavaliere di Gran Croce, e nel terzo quello di Grand'Ufficiale. È stato un internato militare italiano morto nel campo di concentramento di Dachau.

## Biografia
Nato in Bigliana il 20 dicembre 1890, dal commendatore Cataldo Rocco, militare in carriera ed imprenditore nel settore della ricerca petrolifera a Fornovo di Taro nativo di Ceglie Messapica, e Carlotta Giuseppina Gallin di Udine.
Maraffa inizia la carriera militare con il grado di sottotenente di artiglieria, il 16 ottobre 1911. La carriera militare, in sé, essendo passato al comando della polizia coloniale italiana, termina nel 1937 quando lascia il Regio Esercito con il grado di colonnello mentre prestava servizio presso l'Accademia Reale di Torino. Ha partecipato alla prima guerra mondiale in qualità di maggiore del 10 reggimento artiglieria da fortezza e, successivamente, durante la guerra d'Etiopia, ha diretto l’Ufficio Militare del Ministero delle Colonie.
Nel 1935 viene nominato reggente dell'Ufficio Militare del Ministero delle Colonie e successivamente assegnato alle sez. I e III del Consiglio superiore Coloniale.
Il colonnello Maraffa, con un decreto del 25 gennaio 1937, era nominato generale di divisione e Capo della Polizia dell'Africa italiana, istituita nel 1936. Il corpo fu concepito da Maraffa come una organizzazione ad ordinamento militare ma a struttura civile, organizzata sul modello della polizia coloniale britannica. Il corpo di polizia era composto da personale italiano e africano, dotato di uniformi, mezzi e armi di qualità superiore a quelle delle altre forze dell'ordine italiane dell’epoca. In Italia fu probabilmente uno dei primi a studiare l'impiego dell'elicottero per compiti di polizia.

Nel 1943, dopo la campagna di Tunisia e con la resa definitiva delle truppe italo-tedesche in Africa, il corpo della Polizia d'Africa italiana, formato esclusivamente da personale italiano, passò alle dipendenze del capo della polizia italiana Carmine Senise e fu messo a disposizione del corpo d’armata di Roma, prendendo parte direttamente ai combattimenti a difesa della capitale contro le truppe tedesche seguiti all'armistizio dell’8 settembre.
Il generale Maraffa assunse il comando di tutte le forze di polizia della città aperta, con pieni poteri per il mantenimento dell'ordine pubblico.
Dopo la caduta di Roma il generale Maraffa accolse nell'ex corpo di polizia centinaia di ufficiali e soldati del Regio Esercito sbandati dopo l'armistizio, impedendo così la loro deportazione in Germania.

Monarchico convinto, rifiutò di schierarsi con la Repubblica Sociale Italiana; perciò venne arrestato dalla Gestapo e deportato in Germania nel campo di concentramento di Dachau, dove morì l'11 dicembre 1943 d'infarto.

## Onorificenze
Fu anche consigliere dell'Ordine coloniale della Stella d'Italia dal 1936.